# La Marseillaise des travailleurs
La Marseillaise des travailleurs (en russe: Рабочая Марсельеза; Rabotchaïa Marselieza) est un hymne révolutionnaire de l'Empire russe basé sur un poème de Piotr Lavrovitch Lavrov La nouvelle chanson (en russe : Новая песня; Novaya pesnya). Le poème a été publié en 1875 à Londres. Il est chanté sur la mélodie du dernier couplet de la chanson de Robert Schumann Die beiden grenadiere. La mélodie de ce couplet est inspirée par La Marseillaise, mais les paroles de La Marseillaise des travailleurs n'ont rien à voir avec celles de la Marseillaise française. 
Cet hymne, très populaire pendant la révolution russe de 1905, fut utilisé comme hymne par le gouvernement provisoire de 1917 jusqu'à son renversement lors de la révolution d'Octobre. L'hymne fut conservé un petit moment par les Soviétiques en même temps que L'Internationale, puis supprimé en 1918.

## Paroles
| Paroles originales en russe | Transcription française du russe | Transcription API du russe | Traduction française |
| Отречемся от старого мира! Отряхнем его прах с наших ног! Нам враждебны златые кумиры; Ненавистен нам царский чертог! Мы пойдём к нашим страждущим братьям, Мы к голодному люду пойдём, С ним пошлём мы злодеям проклятья — На борьбу мы его поведём. Припев: Вставай, подымайся, рабочий народ! Вставай на врагов, брат голодный! Раздайся, крик мести народной! Вперёд! Вперёд! Вперёд! Вперёд! Вперёд! Богачи, кулаки жадной сворой Расхищают тяжёлый твой труд, Твоим потом жиреют обжоры; Твой последний кусок они рвут. Голодай, чтоб они пировали! Голодай, чтоб в игре биржевой Они совесть и честь продавали, Чтоб ругались они над тобой! Припев Тебе отдых — одна лишь могила! Каждый день — недоимку готовь; Царь-вампир из тебя тянет жилы; Царь-вампир пьёт народную кровь! Ему нужны для войска солдаты: Подавай же сюда сыновей! Ему нужны пиры да палаты: Подавай ему крови твоей! Припев Не довольно ли вечного горя? Встанем, братья, повсюду зараз! От Днепра и до Белого моря, И Поволжье, и Дальний Кавказ! На воров, на собак — на богатых! Да на злого вампира-царя! Бей, губи их, злодеев проклятых! Засветись, лучшей жизни заря! Припев И взойдёт за кровавой зарёю Солнце правды и братства людей. Купим мир мы последней борьбою, Купим кровью мы счастье детей. И настанет година свободы, Сгинет ложь, сгинет зло навсегда, И сольются в едино народы В вольном царстве святого труда…, | Otrétchiomsia ot starovo mira, Otriakhniom évo prakh s nachikh nog ! Nam né noujno zlatovo koumira Nénavistèn nam çarski tchertog. My poïdiom k nachim strajdouchim bratyam, My k golodnomou lioudou poïdiom, S nim pochliom my zlodéïam prokliatia — Na borbou my évo pozoviom. Pripev : Vstavaï, podymaïsia, rabotchi narod ! Idi na vraga, lioud golodni ! Razdaïsia, klitch mesti narodnoï ! Vpériod, vpériod, vpériod, vpériod, vpériod ! Bogatchi-koulaki jadnoï svoroï Raskhichtchaïout tiajioli tvoï troud. Tvoïm potom jiréïout objori, Tvoï posledni kousok oni rvout. Golodaï, tchtob oni pirovali, Golodaï, tchtob v igré birjevoï Oni sovèt i tchest prodavali, Tchtob gloumilis oni nad toboï. Pripev Tébé otdikh – odna lich moguila. Vès svoï vek nédoumkou gotov. Çar-vampir iz tébia tianèt jili, Çar-vampir piot narodnouïou krov. Émou noujni dlia voïska soldati – Podavaïté émou synoveï. Émou noujni piri i palati – Podavaï émou krovi svoeï. Pripev Né dovolno li vetchnovo goria? Vstanem, bratya, povsioudou zaraz – Ot Dnépra i do Belovo moria, I Povoljié, i Dalni Kavkaz – Na vorov, na sobak – na bogatikh I na zlovo vampira-çaria. Beï, goubi ikh, zlodeïev prokliatikh, Zasvétis, loutchsheï jizni zarya. Pripev I vzoïdiot za krovavoï zarioïou Solncé pravdi i braçkoï lioubvi, Khot koupili my strachnoï cénoïou – Kroviou nacheïou – stchastyé zemli. I nastanèt godina svobodi : Sguinèt loj, sguinèt zlo navsegda, I solyoucia v odno vsé narodi V volnom çarstvé sviatovo trouda… | [ɐtrʲɪˈt͡ɕemsʲə ɐt‿ˈstarəvə ˈmʲirə] [ɐtrʲɪxˈnʲem (j)ɪˈvo prax s‿ˈnaʂɨx nok] [nam vrɐʐˈdʲebnɨ ˈzlatɨje kʊˈmʲirɨ] [ˈnʲenəvʲɪsʲtʲɪn nam ˈt͡sarskʲɪj t͡ɕɪrˈtok] [mɨ pɐjˈdʲɵm k‿ˈnaʂɨm ˈstraʐdʊɕːɪm ˈbratʲjəm] [mɨg‿ɡɐˈlodnəmʊ ˈlʲʉdʊ pɐjˈdʲɵm] [s‿nʲim pɐʂˈlʲɵm mɨ zlɐˈdʲejəm prɐˈklʲætʲjə] [nə bɐrʲˈbu mɨ (j)ɪˈvo pəvʲɪˈdʲɵm] [prʲɪˈpʲef] [fstɐˈvaj ǀ pədɨˈmajsʲə ǀ rɐˈbot͡ɕɪj nɐˈrot] [fstɐˈvaj nə vrɐˈɡof ǀ brad‿ɡɐˈlodnɨj] [rɐzˈdajsʲə ǀ krʲik mʲɪˈsʲtʲi nɐˈrodnəj] [f⁽ʲ⁾pʲɪˈrʲɵt ǀ f⁽ʲ⁾pʲɪˈrʲɵt ǀ f⁽ʲ⁾pʲɪˈrʲɵt ǀ f⁽ʲ⁾pʲɪˈrʲɵt ǀ f⁽ʲ⁾pʲɪˈrʲɵt] [bəɡɐˈt͡ɕi ǀ kʊlɐˈkʲi ˈʐadnəj ˈsvorəj] [rəsxʲɪˈɕːæjʊt tʲɪˈʐolɨj tvoj trut] [tvɐˈim pɐˈtom ˈʐɨrɪjʊt ɐbˈʐorɨ] [tvoj pɐs⁽ʲ⁾ˈlʲedʲnʲɪj kʊˈsok ɐˈnʲi rvut] [ɡəlɐˈdaj ǀ ʂtop ɐˈnʲi pʲɪrɐˈvalʲɪ] [ɡəlɐˈdaj ǀ ʂtop v‿ɪˈɡrʲe bʲɪrʐɨˈvoj] [ɐˈnʲi ˈsovʲɪsʲtʲ i t͡ɕesʲtʲ prədɐˈvalʲɪ] [ʂtop rʊˈɡalʲɪsʲ ɐˈnʲi nət tɐˈboj] [prʲɪˈpʲef] [tʲɪˈbʲe ˈodːɨx ǀ ɐdˈna lʲiʂ mɐˈɡʲilə] [ˈkaʐdɨj dʲenʲ ǀ nʲɪdɐˈimkʊ ɡɐˈtofʲ] [t͡sarʲ vɐm⁽ʲ⁾ˈpʲir ɪs tʲɪˈbʲa ˈtʲænʲɪt ˈʐɨlɨ] [t͡sarʲ vɐm⁽ʲ⁾ˈpʲir p⁽ʲ⁾jɵt nərɐˈnujʊ krofʲ] [(j)ɪˈmu nʊʐˈnɨ dlʲæ vɐjˈska sɐlˈdatɨ] [pədɐˈvaj ʐɨ sʲʊˈda sɨnɐˈvʲej] [(j)ɪˈmu nʊʐˈnɨ pʲɪˈrɨ da pɐˈlatɨ] [pədɐˈvaj (j)ɪˈmu ˈkrovʲɪ tvɐˈjej] [prʲɪˈpʲef] [nʲɪ dɐˈvolʲnə lʲi ˈvʲet͡ɕnəvə ɡɐˈrʲa] [ˈfstanʲɪm ǀ ˈbratʲjə ǀ pɐfˈsʲʉdʊ zɐˈras] [ɐt dʲnʲeprə i də ˈbʲeləvə mɐˈrʲæ] [i pɐˈvolʐje ǀ i ˈdalʲnʲɪj kɐfˈkas] [nə vɐˈrof ǀ nə sɐˈbak ǀ nə bɐˈɡatɨx] [də nə ˈzlovə vɐm⁽ʲ⁾ˈpʲirə t͡sɐˈrʲa] [bʲej ǀ ɡʊˈbʲi ix ǀ zlɐˈdʲe(j)ɪf ˈproklʲɪtɨx] [zəsvʲɪˈtʲisʲ ǀ ˈlut͡ʂʂɨj ˈʐɨzʲnʲɪ zɐˈrʲa] [prʲɪˈpʲef] [i vzɐjˈdʲɵt zə krɐˈvavəj zɐˈrʲɵjʊ] [ˈsont͡sə ˈpravdɨ i ˈbrat͡stvə lʲʉˈdʲej] [ˈkupʲɪm mʲir ɨ pɐs⁽ʲ⁾ˈlʲedʲnʲɪj bɐrʲˈbojʊ] [ˈkupʲɪm ˈkrov⁽ʲ⁾jʊ mɨ ˈɕːæsʲtʲje dʲɪˈtʲej] [i nɐˈstanʲɪt ɡɐˈdʲinə svɐˈbodɨ] [ˈzɡʲinʲɪt loʂ ǀ ˈzɡʲinʲɪt zlo nəfsʲɪɡˈda] [i sɐˈlʲjʉt͡sːə v‿(j)ɪˈdʲinə nɐˈrodɨ] [v‿ˈvolʲnəm ˈt͡sarstvʲe svʲɪˈtovə trʊˈda] | Dénonçons l'ancien monde ! Enlevons sa poussière de nos pieds ! Nous n'avons pas besoin des idoles d'or, Nous détestons les palais du Tsar ! Nous irons parmi les frères souffrants, Nous irons vers ceux qui ont faim ; Ensemble avec eux nous envoyons nos fléaux aux portes de l'enfer, Nous les appellerons à lutter avec nous : Refrain : Debout, debout, travailleurs ! Debout contre les ennemis, frère affamé ! En avant! En avant! Le peuple crie vengeance En avant, en avant, en avant, en avant, en avant ! Le riche, l'exploitant, l'avare Te prive de ton travail si durement, Dans ta sueur l'avare, Déchire ta dernière miette de pain. La faim, pour qu'ils profitent La faim, pour qu'en jouant en Bourse Ils vendent conscience et honneur Et ainsi ils t'humilient. Refrain Pour toi le repos sera seulement dans la tombe. Toute sa vie, prêt à recouvrir les arriérés, le tsar-vampire te tire les boyaux Le tsar-vampire boit le sang du peuple. Il a besoin de soldats pour les régiments. Donnez-lui vos fils. Il a besoin de fêtes et de palais. Donnez-lui votre sang. Refrain N'en est-il pas assez de la douleur incessante ? Levez-vous, frères, partout à la fois Du Dniepr à la mer Blanche, Et la région de la Volga, du Caucase et de l'Extrême Contre les voleurs, les chiens – contre les riches Et contre le maléfique tsar-vampire. Sus ! Qu'ils périssent, ces maudits scélérats. Que luise l'aube d'une vie meilleure. Refrain Et monte vers une aube sanglante Le soleil de la vérité et de l'amour fraternel, Même si nous avons payé un prix terrible, Notre sang, pour le bonheur de la terre. Et viendra le temps de la liberté Le mensonge et le mal disparaîtront à jamais, Et tous les peuples se fondront en un seul Sous le règne guilleret du travail sacré… |

## Source
- (en) Cet article est partiellement ou en totalité issu de l’article de Wikipédia en anglais intitulé « Worker's Marseillaise » (voir la liste des auteurs).